# Seznam zaniklých pivovarů v Česku
Zaniklý pivovar je takový pivovar, kde budovy již neexistují, jsou z nich trosky nebo případně je budova kompletně přestavěná, takže budovu pivovaru vůbec nepřipomíná. Minipivovary a rodinné pivovary, kde byl provoz ukončen, se automaticky řadí do zaniklých.
Seznam zaniklých pivovarů v Česku:

## Praha
| Pivovar            | Doba provozu        | Doba zániku         |
| ------------------ | ------------------- | ------------------- |
| Bohemian Hop Store | 1998–1999           | 1999                |
| Bubny (Richtrův)   | před r. 1745–1928   | 1957                |
| Dejvice            | po r. 1320–asi 1890 | počátek 20. století |
| Kbely              | 1758–1923           | 1962                |
| Nusle              | 1694–1964           | 1965                |
| U Křížovníků       | před r. 1378–1904   | 1904                |

## Středočeský kraj
| Pivovar                     | Doba provozu        | Doba zániku  |
| --------------------------- | ------------------- | ------------ |
| Beroun                      | 1868–1994           | po r. 2000   |
| Dobříš (parostrojní)        | 1879–1975           | 2007         |
| Dolní Kralovice             | 1757–1957           | 1968–1975    |
| Kladno (Vorel)              | 2007–2009           | 2009         |
| Kosova Hora                 | před r. 1622–1903   | 1980–1990    |
| Lysá nad Labem              | 1656–1950           | 2005         |
| Martinice                   | 15. století-po 1730 |              |
| Mělník-Podolí               | 1626–1959           | 1960–1970    |
| Pivovar Sázavského kláštera | 1663–1930           | po roce 1930 |

## Jihočeský kraj
| Pivovar           | Doba provozu | Doba zániku |
| ----------------- | ------------ | ----------- |
| Horní Dvořiště    | ?-1989       | 1989        |
| Tábor             | 1994–1995    | 1995        |
| Vimperk (knížecí) | 1547–1945    | 1968        |

## Plzeňský kraj
| Pivovar                    | Doba provozu                | Doba zániku              |
| -------------------------- | --------------------------- | ------------------------ |
| Bělá nad Radbuzou          | 1596–1960                   | 1960–1970                |
| Biskoupky                  | před 1573-po 1573           |                          |
| Bušovice                   | před 1600–1650              |                          |
| Čečovice                   | před 1587–1890              | přelom 19. a 20. století |
| Dolní Bělá                 | 1659–1815                   | začátek 20. století      |
| Drahoňův Újezd             | existence dosud nepotvrzena |                          |
| Grafenried                 | 1636–1926                   | 1950–1960                |
| Hostouň                    | před 1700–1885              | po 1945                  |
| Hostouň (měšťanský)        | počátek 16. století-1922    | 1975                     |
| Chrančovice                | 1700–1850                   |                          |
| Kaceřov                    | 1543–1787                   |                          |
| Kozolupy                   | před 1700–1850              | 1945                     |
| Krašovice                  | 1620–1895                   | 2003                     |
| Krsy                       | 1700–1750                   | 1960–1970                |
| Libštejn (hradní)          | před 1550–1590              |                          |
| Líšťany                    | před 1628–1928              | 1990–2000                |
| Malesice                   | před 1594–1906              | 1950–1960                |
| Mutěnín                    | před 1644–1901              | 1934                     |
| Nečtiny-Preitenstein       | ?-1936                      |                          |
| Osojno                     | 1548–1620                   | 1620                     |
| Pivoň                      | ?-1949                      |                          |
| Rokycany (Na rychtě)       | ?-1788                      |                          |
| Sechutice                  | ?-1725                      |                          |
| Staré Sedliště             | 1571–1928                   | 1970                     |
| Staré Sedliště (měšťanský) | ?-konec 18. století         | 1968                     |
| Starý Plzenec (nový)       | 1871–1928                   |                          |
| Starý Plzenec (starý)      | 16. století                 |                          |
| Světce                     | 1669–1787                   |                          |
| Tachov                     | ?-1959                      | 1961                     |
| Tachov (děkanský)          | ?-1780/1820                 |                          |
| Tachov (klášterní)         | ?-1900                      |                          |
| Tachov (městský)           | ?-1959                      | 2004                     |
| Úterý                      | ?-1912                      | 1919                     |
| Žebnice                    | 1400–1600                   |                          |
| Železná Ruda               | 1787–1962                   | 1960–1970                |
| Žihle                      | 1595–1645                   | 1645                     |

## Karlovarský kraj
| Pivovar           | Doba provozu | Doba zániku |
| ----------------- | ------------ | ----------- |
| Aš (měšťanský)    | 1862–1966    | 1970–1980   |
| Cheb (Dymáček)    | 2005–2008    | 2008        |
| Jáchymov          | 1516–1946    | 1960–1970   |
| Mnichov           | 1816–1945    |             |
| Teplá (klášterní) | 1200–1949    | 1950–1960   |

## Ústecký kraj
| Pivovar                        | Doba provozu               | Doba zániku         |
| ------------------------------ | -------------------------- | ------------------- |
| Dolní Jiřetín                  | před r. 1583–1619          |                     |
| Dolní Litvínov                 | 1579-po r. 1618            |                     |
| Ervěnice                       | po r. 1571–1592            | 1622                |
| Hora Svaté Kateřiny            | 1622–1887                  |                     |
| Horní Litvínov                 | 1589–1929                  | 1970–1980           |
| Chomutov                       | 1571–1952                  | 2011                |
| Janov                          | před r. 1528-kolem r. 1627 |                     |
| Jirkov                         | 1443–1976                  | 2006                |
| Kadaň                          | 1890–1949                  | 2001                |
| Osek (klášterní)               | 1701–1946                  |                     |
| Postoloprty (Urban)            | 2000–2001                  | 2001                |
| Prunéřov                       | 1616–1967                  |                     |
| Nové Sedlo nad Bílinou         | ?–1948                     |                     |
| Šluknov (měšťanský)            | ?-1917                     |                     |
| Teplice-Trnovany               | 1676–1976                  | 2007                |
| Třebenice                      | před r. 1566-po r. 1888    |                     |
| Třebenice (Böhmův)             | 1906–1919                  |                     |
| Třebenice (německý družstevní) | 1896-po r.1910             |                     |
| Záluží                         | 1654-po r. 1715            | zřejmě před r. 1757 |
| Zelený Důl                     | 1594–1659                  |                     |

## Liberecký kraj
| Pivovar           | Doba provozu   | Doba zániku |
| ----------------- | -------------- | ----------- |
| Liberec (U Vozků) | 1995–2003      | 2003        |
| Mimoň (nový)      | 1666-asi 1917  | 1917–1923   |
| Mimoň (starý)     | před 1600–1620 | 1620        |

## Královéhradecký kraj
| Pivovar                      | Doba provozu   | Doba zániku  |
| ---------------------------- | -------------- | ------------ |
| Bedřichovka (Orlické Záhoří) | 1614-1907      | po roce 1950 |
| Hradec Králové (U Zezuláků)  | 1991–1997      | 1997         |
| Kvasiny                      | před 1651–1929 | 1933         |
| Olešnice v Orlických horách  | 1869–1945      | 2004         |
| Svinišťany (U Lípy)          | 1991–1998      | 1998         |

## Pardubický kraj
| Pivovar               | Doba provozu   | Doba zániku |
| --------------------- | -------------- | ----------- |
| Česká Třebová         | 1529–1971      | 1990–2000   |
| Chrudim               | 1868–1943      | 2011        |
| Lanškroun             | 1700–1999      | 2005        |
| Lanškroun – měšťanský | ?-1895         |             |
| Pardubice (děkanský)  | 1722–1826      |             |
| Pardubice (městský)   | 1507–1871      | 1872        |
| Vranová Lhota         | před 1584–1720 |             |
| Vysoké Mýto           | 1897–1951      | 2009        |
| Ústí nad Orlicí       | 1892–1940      |             |

## Kraj Vysočina
| Pivovar                   | Zahájení provozu | Ukončení provozu | Doba zániku          |
| ------------------------- | ---------------- | ---------------- | -------------------- |
| Brtnice (vrchnostenský)   | před 1533        | ?                | ?                    |
| Brtnice (zámecký)         | před 1533        | 1760             | 1760                 |
| Golčův Jeníkov            | 1912             | 1996             | 2009                 |
| Horní Cerekev             | před 1607        | 1903             | ?                    |
| Jamné                     | 1627             | po 1873          | ?                    |
| Jihlava (Patriot)         | 2001             | 2002             | 2002                 |
| Kamenice                  | ?                | 1882             | ?                    |
| Krucemburk                | před 1638        | po 1667          | 1741                 |
| Lipnice nad Sázavou       | 1594             | 1927             | ?                    |
| Luka nad Jihlavou         | před 1560        | 1873/1880        | 1985                 |
| Měřín                     | 1485             | 1620             | ?                    |
| Pelhřimov (Pablo's Tacos) | 2007             | 2008             | 2008                 |
| Plandry                   | před 1749        | před 1907        | 70. léta 20. století |
| Puklice                   | ?                | před 1900        | ?                    |
| Třebíč                    | 1461             | 1972             | 1972–1980            |
| Velká Bíteš               | 1687             | 1942             | ?                    |
| Žďár nad Sázavou          | 1557             | 1887             | ?                    |

## Jihomoravský kraj
| Pivovar                 | Doba provozu                   | Doba zániku |
| ----------------------- | ------------------------------ | ----------- |
| Blučina                 | 2005–2011                      | 2011        |
| Boskovice (Boskovar)    | 1993–1996                      | 1996        |
| Brno-Královo Pole (HBH) | 1992–1993                      | 1993        |
| Doubravník              | před 1631-70. léta 19. století |             |
| Jedovnice (Olšovec)     | 1997–1998                      | 1998        |
| Křetín                  | před 1622–1890                 | 1896        |
| Oslavany                | 2004–2012                      | 2012        |
| Pivovar Podolí u Brna   | ? –1892                        |             |
| Pozořice                | 1415–1880                      |             |
| Říčany                  | před 1750–1869/1900            |             |
| Slavkov u Brna          | ?–1917                         |             |
| Troubsko                | před 1573–1790                 | 1790        |
| Veverská Bitýška        | před 1585-?                    |             |
| Vranov u Brna           | 1643–1670                      |             |
| Židlochovice            | před 1548–1873                 |             |

## Moravskoslezský kraj
| Pivovar                   | Doba provozu      | Doba zániku                  |
| ------------------------- | ----------------- | ---------------------------- |
| Bílovec                   | ?-1949            | 1950–1960                    |
| Hradec nad Moravicí       | 1549–1885         | 1921                         |
| Karviná                   | 1890–1953         | 1953                         |
| Kopřivnice                | 2004–2009         | 2009                         |
| Strassmannův pivovar      | před r. 1841–1950 | 1965                         |
| Nový Jičín (Národní dům)  | 1993–1997         | 1997                         |
| Odry (měšťanský)          | 1788–1913         |                              |
| Příbor                    | 2005–2008         | 2008                         |
| Radvanice                 | ?-1937            |                              |
| Slezská Ostrava (zámecký) | před 1723–1885    | 1980–1990                    |
| Vlkovice                  | 1702-?            |                              |
| Žabeň                     | 2001–2003         | 2003                         |
| Fulnek (p.Josef Kostron)  | 1875–1945         | 1945 (zničen dělostřelci RA) |

## Zlínský kraj
| Pivovar               | Doba provozu     | Doba zániku |
| --------------------- | ---------------- | ----------- |
| Bystřice pod Hostýnem | 1545–1911        | 2009        |
| Rožnov pod Radhoštěm  | 1994–1997        | 1997        |
| Slavičín              | 1493–1953        |             |
| Slavičín-Hrádek       | 1653-po 1843     |             |
| Slušovice             | 1996 ; 1997–2001 | 2001        |
| Vsetín                | 1663–1998        | 2011        |
| Uherské Hradiště      | ?-1936           |             |
| Vizovice (měšťanský)  | 1580–1893        |             |
| Vizovice (panský)     | 1550–1898        |             |